# Nordlig slätsvansspetsekorre
Nordlig slätsvansspetsekorre (Dendrogale murina) är en däggdjursart som först beskrevs av Hermann Schlegel och Müller 1843.  Dendrogale murina ingår i släktet slätsvansspetsekorrar och familjen spetsekorrar. IUCN kategoriserar arten globalt som livskraftig. Inga underarter finns listade.
Djuret har två från varandra skilda utbredningsområden, en i södra Vietnam och östra Kambodja och den andra i södra Thailand. Arten vistas där i städsegröna skogar och besöker sällan den angränsande savannen. I bergstrakter hittas den upp till 1500 meter över havet. Nordlig slätsvansspetsekorre klättrar i växtligheten nära marken.
Med en kroppslängd (huvud och bål) av cirka 11,5 cm, en svanslängd av 4 till 5 cm och en vikt 35 till 55 g är arten den minsta spetsekorren. Den har brun till svart päls på ovansidan och lite ljusare på undersidan. I motsats till den sydliga slätsvansspetsekorren har Dendrogale murina tydliga färgmärken i ansiktet. Pälsen bildas av korta hår och en strimma på axeln saknas.
Arten äter frukter, ryggradslösa djur och små ryggradsdjur. Den har ett enkelt uppbyggt mag- tarmsystem och därför måste nordlig slätsvansspetsekorre äta jämt när den är vaken.
Ungarnas födelse är kopplad till tiden med största utbudet på frukter. Honan föder per kull två nakna, blinda och 6 till 8g tunga ungar. Ungarna diar sin mor cirka 30 dagar och efter ungefär två månader är de könsmogna. Vid denna tidpunkt måste de lämna moderns näste. Arten lever i naturen upp till 12 år.
Nordlig slätsvansspetsekorre är främst aktiv på morgonen och på kvällen. Den lever allmänt ensam eller i par. På morgonen hörs ofta korta högfrekventa läten men på kvällen är arten nästan ljudlös.